# یان لیپاوسکی
یان لیپاوسکی (چکی: Jan Lipavský؛ زادهٔ ۲ ژوئیهٔ ۱۹۸۵) مدیر فناوری اطلاعات و سیاستمدار اهل کشور جمهوری چک است. او عضو حزب دزدان دریایی جمهوری چک است و از دسامبر ۲۰۲۱ به عنوان وزیر امور خارجه کابینه حاکم پتر فیالا فعالیت می‌کند. قبلاً از اکتبر ۲۰۱۷ تا اکتبر ۲۰۲۱ عضو اتاق نمایندگان بود.